# 荒川区立第二瑞光小学校
荒川区立第二瑞光小学校（あらかわくりつ ずいこうしょうがっこう）は、東京都荒川区南千住5丁目に位置する小学校。

## 概要
全校生徒数は193人。(2024年現在) 

### 沿革
- 1901年（明治34年）12月15日　「第二瑞光尋常小学校」として開校児童男子のみ150名」開校
- 1945年（昭和20年）03月09日　空襲により全校焼失
- 1945年（昭和20年）03月10日 瑞光小に移転　一時廃校に決まったが、地元一丸となっての再建運動が始まる　9月、第三瑞光小に移転
- 1948年（昭和23年）05月08日 平屋仮舎落成　同月10日新校舎に移転

職員15、児童442名、4学年まで2部授業
- 1949年（昭和24年）04月01日	荒川区立第二瑞光小学校と名前がかわる
- 1972年（昭和47年）11月10日　現在の鉄筋4階建て校舎が完成

## 学校教育目標
- 考える子
- やさしい子
- 元気な子

じっくりと ニコニコ 生き生き 二瑞っ子

## 校歌
海(うみ)に連(つら)なる すみだ川(がわ)

清(きよ)き流(なが)れを 亀鑑(かがみ)にて

淀(よど)まぬ水(みず)に 臨(のぞ)みつつ

いざや 磨(みが)かん わが智恵(ちえ)を

天(そら)に聳(そび)ゆる 富士筑波(ふじつくば)

高(たか)き姿(すがた)を 理想(のぞみ)にて

動(うご)かぬ山(やま)を 仰(あお)ぎつつ

いざや 修(おさ)めん わが徳(とく)を